# موب ديب
موب ديب (بالإنجليزية: Mobb Deep)‏ هي مجموعة راب أمريكية مكونة من مغنيين وهما «بروديجي» و«هافوك» بدأت مسيرتها الفنية سنة 1990 في مدينة نيويورك ولكنها لم تنل الشهرة الكبيرة سوى سنة 1995 بألبومها «The Infamous ذي انفيموس» الذي حقق وقتها نجاحا باهرا وتخطت مبيعاته ال3 ملايين نسخ.
يعتبر «موب ديب» أحد أكثر ثنائيات الراب شهرة في أمريكا والعالم وقد ترك بصمة واضحة في دنيا موسيقى الراب واعتبرت أغانيه مثل "Survival Of The Fittest" و"Shook Ones part II" أحد أهم الأغاني في تاريخ الهيب هوب.و ان موب ديب فرقه من شرق مدينة نيو يورك وهي أيضا كانت على خلاف مع الرابر الشهير توباك بحيث بدأت القصة بسخر برودجى من توباك في أحد اغانيه وكان توباك في السجن ف>هب إلى فرقه outlawz ان يزهبوا إلى أحد حفلات موب ديب وان يثيروا الدمار فيها ثم هجاهم في أحد اغانيه ثم قاموا هم بهجائه في أغنية من اروع اغانى الهجاء وهي
drop the gem on
وقد عملوا مع كثير من الرابرز الاخرون مثل ناز وغيره

## روابط خارجية
- موب ديب على موقع IMDb (الإنجليزية)
- موب ديب على موقع ميوزك برينز (الإنجليزية)
- موب ديب على موقع أول ميوزيك (الإنجليزية)
- موب ديب على موقع ديسكوغز (الإنجليزية)
- موب ديب على موقع قاعدة بيانات الفيلم (الإنجليزية)